# 福住正兄

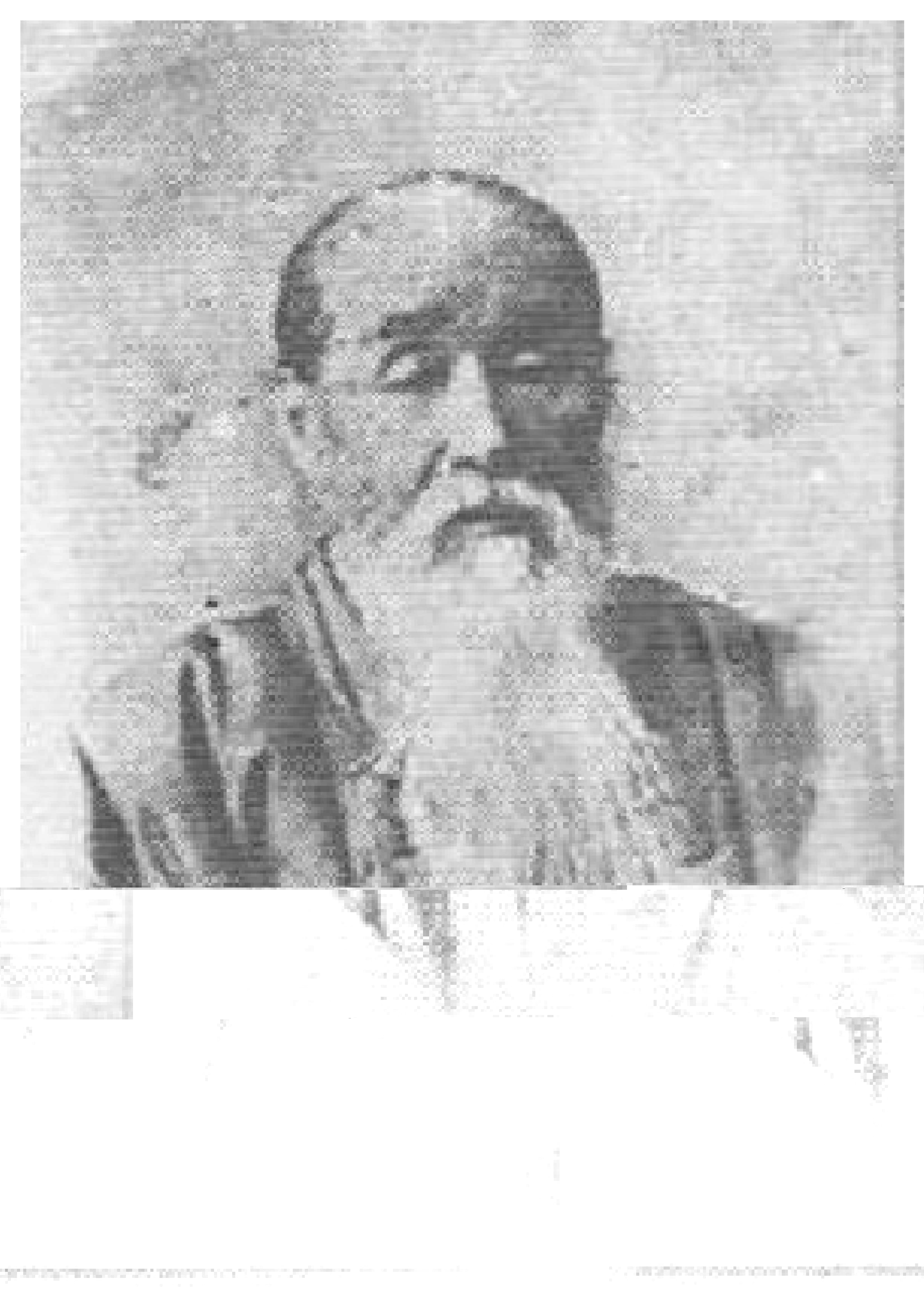
福住正兄

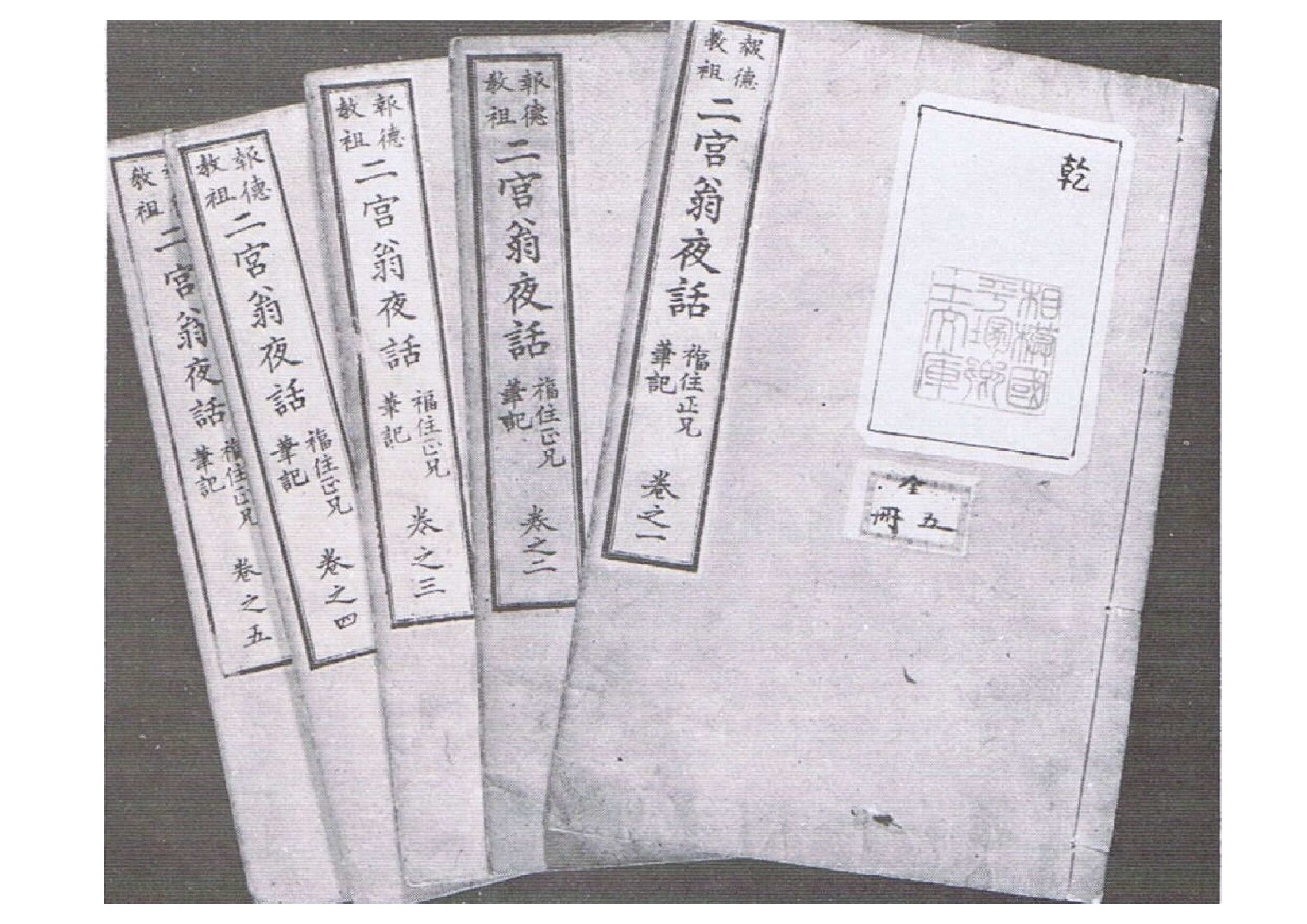
二宮翁夜話初版本

福住 正兄（ふくずみ まさえ、文政7年8月21日（1824年9月13日） - 明治25年（1892年）5月20日）は、日本の農政家、実業家。報徳仕法の研究・実践者。

## 来歴
文政7年（1824年）、相模国大住郡片岡村（現在の神奈川県平塚市片岡）にて大沢市左衛門の五男として生まれる。幼名は「政吉」。
文政10年（1827年）、親類の大住郡南金目村（現在の平塚市南金目）の名主、森勝五郎の養子となるが、養父母の死により実家に帰る。
天保元年（1830年、7歳のとき儒学者千賀桐陰の教えを受ける。政吉は当初、天保の大飢饉で疲弊した貧しい農民を救うべく医術の道を志していたが、「人を病を治す医者になるよりも、国の病を治す医者になるべし。それには国の病を治す医者として当世第一人者の二宮先生に教えを請うのが良い。」との父の勧めに従って弘化2年（1845年）10月、21歳のときに二宮尊徳の門下生となった。
弘化4年（1847年）、尊徳が下野国東郷陣屋（現在の栃木県真岡市）へ天領の経営建直しに赴いた際は正兄も現地に飛び、師の身の回りの世話を行なった。尊徳の経営再建は成功し、この例が基礎となって、後に報徳仕法が確立されることとなる。このときに二宮尊徳より受けた様々な教えを書き留めたものが『如是我聞録』であり、これを基として後に『二宮翁夜話』を著す。
嘉永3年（1850年）10月、正兄は尊徳の元を辞して、親戚筋である福住家に養子に入り「10代目九蔵」に改名した。福住家は代々箱根湯本で旅館業を営み、また湯本村の名主も務める名家であったが、9代目九蔵の代に火災に遭ったこともあり、家業は衰退していた。尊徳の教えを受けた正兄に福住家復興の期待を託した養子縁組であった。分度、推譲といった報徳仕法の実践に努めた正兄は、わずか1年で福住家の復興を成し遂げ、家業は隆盛し嘉永4年（1851年）11月、27歳にして湯本村の名主となった。
明治4年（1871年）家督を長男、11代目九蔵に譲る。このときから「福住正兄」を名乗るようになる。この頃、福住家の旅館を石造り3階の建物（金泉楼、萬翠楼）に改築すると共に（萬翠楼は森鷗外作「青年」の舞台となった）、後に観光地としての箱根の礎となるべき様々な事業に乗り出す。
福澤諭吉の「箱根普請の相談」の影響を受ける。
明治8年（1875年）、小田原～湯本間の近代的な道路設置工事に着手する。明治15年（1882年）、道路の完成により、小田原～湯本間で馬車、人力車の往来が可能となる。
明治20年（1887年）7月、有志6名と共に神奈川県に国府津～湯本間の馬車鉄道敷設嘆願書を提出。翌明治21年（1888年）、国府津～湯本間の馬車鉄道開通。
明治25年（1892年）5月20日没。遺骸は箱根早雲寺に埋葬される。
大正13年（1924年）2月、生前の功績により従五位の追贈を受ける。
現在、子孫が湯本で旅館「萬翠楼」を営む。

## 著書

### 単著
- 『祓すすめ』水野慶治郎ほか、1875年4月。
- 福住正兄述『富国捷径　報徳教会』 4編、神習舎、1875年5月。
- 『二宮翁道歌十首解』 2篇、小西又三郎〈報徳教会道しるべ〉、1875年9月。
- 福住正兄述『富国捷径　報徳方法』 初編，初編附録（訂正増補）、有隣堂、1879年1月。
- 『応報鑑』万翠楼、1881年7月。
- 福住正兄述『二宮翁略伝　報徳教祖』大沢彦一記、静岡報徳社、1883年5月。
- 福住正兄述『富国捷径　報徳方法』 首巻、報徳社、1885年7月。
- 『報徳手引草』 巻之1、美人香草堂、1885年4月。
- 『善悪応報鑑　附・報徳会歌，本教略図説』報徳社、1886年6月。
- 『報徳学幽顕諭』静岡報徳社、1888年11月。
- 『蛙園庭訓集』報徳会福運社、1891年7月。
- 『報徳学内記』報徳会福運社、1891年9月。
- 『報徳結社問答　日本信用組合』報徳会福運社、1892年1月。
- 『詞辞経緯図解』二見正三、1892年。
- 福住正兄述『二宮翁道歌解』報徳学図書館、1900年12月。
- 『報徳教訓二宮翁の歌　一名・道歌集』中上信英増補（2版）、報徳学園図書館、1912年。
- 『近世社会経済学説大系』 第5、誠文堂新光社、1935年。
- 報徳文庫 編『報徳叢書』報徳文庫、1935年。
- 『現代版報徳全書』一円融合会、1960年。
- 『久遠の道標　二宮翁夜話精説』八木繁樹訳註、静岡新聞社、1975年。
- 二宮尊徳述、福住正兄著『二宮尊徳翁の訓え』野沢希史現代語訳、童門冬二監修・解説、小学館〈地球人ライブラリー〉、2001年9月。ISBN 4-09-251044-6。
- 二宮尊徳述、大谷勇著、福住正兄原著『報徳の風が吹くとき』報徳学園中学校高等学校報徳教育部、2009年3月。

### 筆記
- 二宮尊徳述『二宮翁夜話』福住正兄記、報徳社、1887年。
- 二宮尊徳述『二宮翁夜話　報徳教祖』福住正兄記（8版）、報徳学図書館、1905年4月。
- 二宮尊徳述『二宮翁夜話　報徳教祖 5巻』福住正兄記、報徳学図書館、1909年。
- 『二宮翁夜話』佐々井信太郎改訂校註（改版増補）、報徳文庫、1928年。
- 二宮尊徳述『二宮翁夜話』福住正兄筆記、内外書房、1938年。
- 二宮尊徳談『二宮翁夜話』福住正兄筆記、春秋社松柏館〈日本百姓道文庫 第5冊〉、1943年。
- 二宮尊徳 著、福住正兄 編『二宮翁夜話』岩波書店〈岩波文庫 897-898〉、1933年6月。
  - 二宮尊徳『二宮翁夜話』福住正兄筆記、佐々井信太郎校訂、岩波書店〈岩波文庫〉、1943年。ISBN 4-00-330121-8。
- 二宮尊徳談『新・二宮翁夜話　尊徳先生の人生論』福住正兄筆記、寺島文夫改註、文理書院、1954年。
  - 二宮尊徳談『新・二宮翁夜話　二宮尊徳の人生訓』福住正兄筆記、寺島文夫改註（増補改訂版）、文理書院、1964年。
- 「二宮翁夜話」福住正兄筆録、三枝博音、清水幾太郎 編『教養修養篇・茶道篇』平凡社〈日本哲学思想全書 第16巻〉、1956年。
  - 「二宮翁夜話」福住正兄筆録、三枝博音、清水幾太郎編集 編『教養 修養篇・茶道篇』（第2版）平凡社〈日本哲学思想全書 第16巻〉、1980年12月。
- 二宮尊徳口述 著、村松敬司 編『二宮翁夜話』福住正兄筆記（3版）、日本経営合理化協会出版局、1995年5月。ISBN 4-930838-83-5。
- 二宮尊徳口述『二宮翁夜話　人生を豊かにする智恵の言葉　現代語抄訳』福住正兄筆記、渡邊毅編訳、PHP研究所、2005年2月。ISBN 4-569-64087-7。

### 共著・編著・共編著
- 福住正兄 編『箱根草』 第1-5集、万翠楼、1882年。
- 福住正兄編『相陽名勝集』 第1，2号、福住九蔵、1883年。
- 福住正兄編『いそのもくづ』 まきの3,12,13、かなのくわいこゆるぎぐみ、1888年。
- 間宮永好『箱根七湯志』福住正兄補（増補校正）、大八洲学会、1888年7月。
- 「二宮翁夜話（抄）」、『近世社会経済学説大系』 第5、誠文堂新光社、1937年。
- 「付口訳二宮尊徳翁略伝」、二宮尊徳全集刊行会 編『二宮尊徳新撰集』 第3巻、二宮尊徳翁全集刊行会、1939年。
- 隣人之友社 編『二宮翁夜話』大菩薩峠刊行会〈日本百姓道文庫 第5冊〉、1941年。
- 「二宮翁夜話」、児玉幸多 編『二宮尊徳』中央公論社〈日本の名著 26〉、1970年。
  - 「二宮翁夜話」、『二宮尊徳』中央公論社〈中公バックス版・日本の名著 26〉、1984年4月。ISBN 4-12-400416-8。
- 「日本信用組合報徳結社問答」、『協同組合の名著』 第2巻、家の光協会、1971年。

### 校訂
- 佐藤信淵『天地鎔造化育論』高田宣和訓訳、福住正兄・萩原正平校、有隣堂、1881年1月。
- 佐藤信淵『責難録』織田完之・福住正兄訂、穴山篤太郎、1886年1月。
- 安藤才次郎『報徳訓歌　附・報徳社の数へ謡』福住正兄閲、安藤才次郎、1887年12月。